# Songs For You (Ben Barnes)
Songs For You is de naam van het eerste EP-studioalbum van de acteur Ben Barnes. Platenlabel Label Logic bracht het album uit op 15 oktober 2021. De release was een maand eerder voorafgegaan door de debuutsingle 11:11 met bijbehorende videoclip. De titel van het album is geïnspireerd op het nummer A Song For You van Leon Russell en dan specifiek in de uitvoering van zanger Donny Hathaway.
Voor Barnes was de EP geen poging om de hitlijsten te bereiken, maar het was bedoeld als een zoektocht naar zichzelf als muzikant en als mens. Het grootste deel van de teksten is afkomstig van gedichten die Barnes zelf heeft geschreven.
| Nr. | Titel        | Duur  |
| --- | ------------ | ----- |
| 1.  | Pirate Song  | 03:06 |
| 2.  | 11:11        | 03:36 |
| 3.  | Not The End  | 02:56 |
| 4.  | Rise Up      | 04:31 |
| 5.  | Ordinary Day | 03:45 |